# Benninghausen (Wipperfürth)
Benninghausen ist eine Ortschaft in der Gemeinde Wipperfürth im Oberbergischen Kreis im Regierungsbezirk Köln in Nordrhein-Westfalen (Deutschland).

## Lage und Beschreibung
Der Ort liegt im Südosten der Stadt Wipperfürth an der Stadtgrenze zu Lindlar auf einem Höhenrücken zwischen den Bächen Holler Siepen und der Lindlarer Sülz. Nachbarorte sind Leiberg, Bengelshagen, Niederholl und Schnipperinger Mühle.
Der Ort gehört zum Gemeindewahlbezirk 142 und damit zum Ortsteil Dohrgaul.

## Geschichte
Um 1400 wird der Ort erstmals unter der Bezeichnung „Benninghusen“ genannt. In einem Verzeichnis aus jener Zeit steht der Name „Johannes Benninghusen de Wipperde“ aufgeschrieben. Die Karte Topographia Ducatus Montani aus dem Jahre 1715 zeigt vier Höfe und bezeichnet diese mit „Benighusen“. In der Preußischen Uraufnahme von 1840 lautet die Ortsbezeichnung „Beninghausen“. Ab der topografischen Karte der Jahre 1894 bis 1896 wird der heute gebräuchliche Ortsname Benninghausen verwendet.

## Busverbindungen
Über die Haltestellen Dohrgaul und Mittelweg der Linie 399 (VRS/OVAG) ist Benninghausen an den öffentlichen Personennahverkehr angebunden.

## Wanderwege
Der vom SGV ausgeschilderte Rundwanderweg A3 führt durch den Ort.